# Musschendorp
Musschendorp is een buurtschap behorende tot de gemeente Leusden, in de provincie Utrecht. Het ligt tussen Stoutenburg en Achterveld. De naam komt mogelijk van Oudnederlands mûse, moerasgebied.
Dorpen: Achterveld · Leusden · Leusden-Zuid · Stoutenburg

Buurtschappen: Asschat · Den Treek · De Ruif · Jannendorp · Moorst (deels) · Musschendorp · Oud-Leusden · Snorrenhoef

Utrecht · Plaatsen in de provincie      Nederland · Provincies · Gemeenten